# Rosen (gmina Sozopol)
Rosen (bułg. Росен) – wieś w Bułgarii, w obwodzie Burgas, w gminie Sozopol. W 2023 roku liczyła 1600 mieszkańców.